# ليني بورغيس
ليني بورغيس (مواليد 30 أبريل 2001) هو لاعب كرة قدم ألماني يلعب كمدافع في نادي بايرن ميونخ ب على سبيل الإعارة.

## روابط خارجية
- ليني بورغيس على موقع قاعدة بيانات كرة القدم.إي يو (الإنجليزية)
- ليني بورغيس على موقع عالم كرة القدم.نت (الإنجليزية)